# IKEA Heights
IKEA Heights és una websèrie de melodrama còmic de 2009 creada per Dave Seger, Paul Bartunek, Delbert Shoopman, Spencer Strauss i Tom Kauffman per a Channel 101. Concebuda com una paròdia de les telenovel·les, la sèrie va ser filmada de forma furtiva dins de la botiga IKEA a Burbank, Califòrnia. IKEA Heights és protagonitzada per Randall Park, Whitney Avalon i Matt Braunger.
Whitney Pastorek, de la revista Entertainment Weekly, va escriure que la sèrie "és tan brillant i sorprenent i que afegir més paraules només pot fer disminuir les seves glòries ".
Madeleine Löwenborg-Frick, portaveu de la sucursal canadenca d'IKEA, va dir sobre la sèrie: "Sens dubte, pensem que és divertida. Veiem l'humor en ella i abordem el nostre propi màrqueting amb un humor irònic similar. Però el rodatge no autoritzat en les nostres botigues no està bé. Hi ha canals adequats pels quals la gent que vol filmar en les nostres botigues pugui fer-ho".